# Карчеван
Карчеван(арм. Կարճևան) — село в Армении в марзе Сюник, расположено на границе с Ираном в 80 км к юго-западу от областного центра — города Капан

## Расположение
Село располагается в живописном месте, окруженном горами и скалами. Близ села протекает река Аракс, являющаяся ныне границей с Ираном. Окружающая армянское поселение гористая местность, нашла отражение в одной армянской легенде. Согласно эту сказанию персидский шах проезжая узкой тропой через Карчеван в Мегри, был сильно поражен рекой Аракс протекающей близ села. Шах остановился напротив каменного утеса выдерживающего речной поток, и указывая своим своим военачальникам на непоколебимость скалы, сказал: "Вот так должно стоять войско против неприятеля". В ответ кто-то из свиты, указывая на окружающий горы и скалы, заявил: "Это не мудрено, когда имеешь такое подкрепление"

## История
Деревня упоминается с X века. Согласно «Гeогpaфичeско-стaтистичecкому cлoваpю Рoссийcкой Импepии» изданному в 1865 году, в селе на тот момент проживало 260 человек и имелось 34 двора. Помимо этого имелась старинная армянская церковь, а близ села располагался монастырь Иоанна Крестителя (на картах того времени отмечаемый как Сурб-спанус). Население занимается виноградарством, плодоводством и овощеводством. Село славится своим сладким карчеванским вином. С начала XX века в селе активно культивируется кадочная культура лимонов.
Через село проходит оросительный канал длиной 25 км. В поселение имеется церковь Пресвятой Богородицы (Сурб Аствацацин) и развалины монастыря св. Степаноса. Рядом с селом находятся руины Карчеванской крепости.
Местные жители разговаривают на особом карчеванском диалекте восточно-армянского языка, на котором также разговаривают в Мегри и разговаривали в Агулисе.

## Динамика численности населения
| Года        | 1831 | 1865 | 1897 | 1926 | 1939 | 1959 | 1970 | 1979 | 2001 | 2004 | 2011 |
| Численность | 154  | 260  | 489  | 566  | 617  | 590  | 507  | 507  | 356  | 260  | 333  |

## Галерея

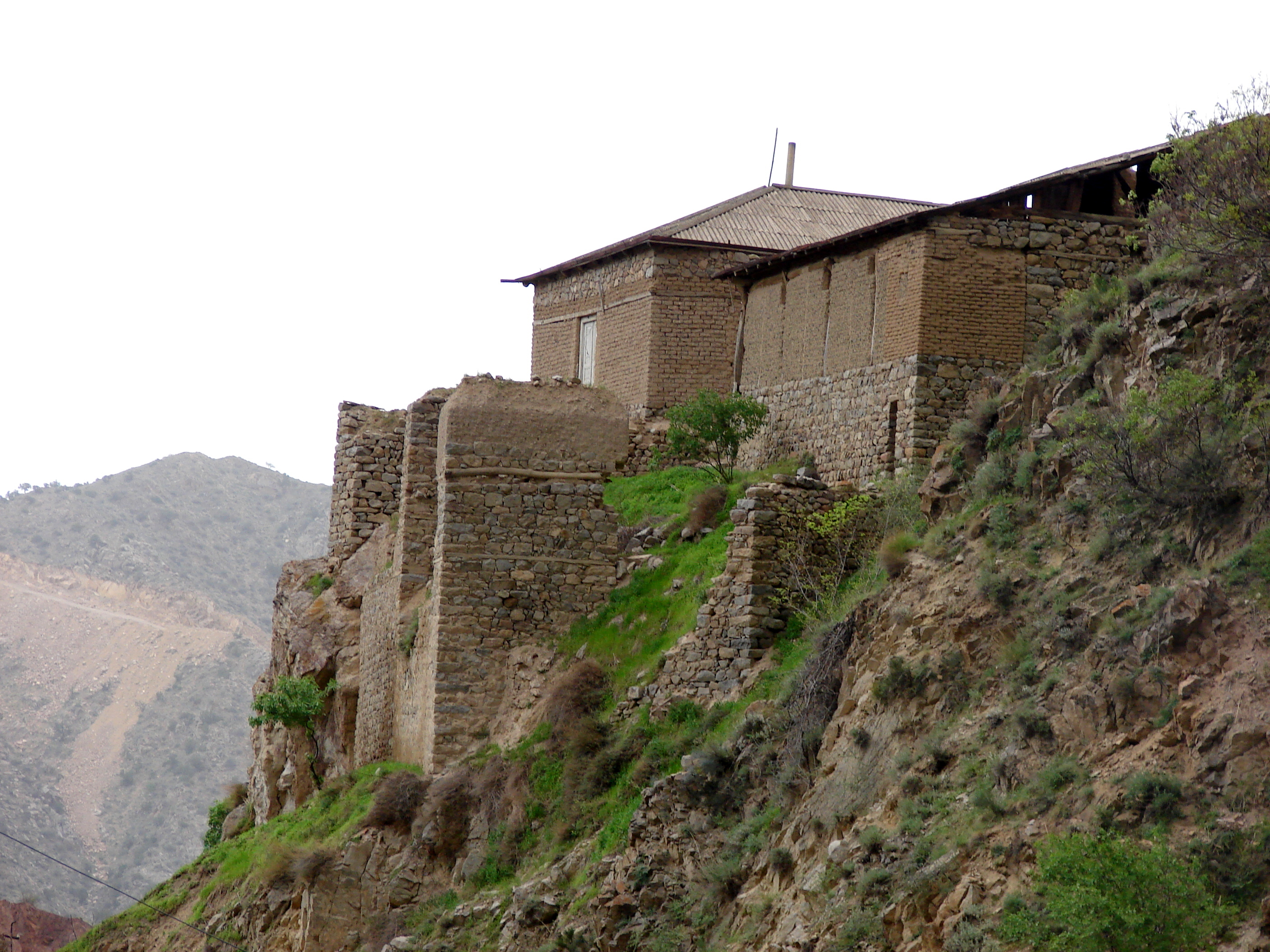
Дом лингвиста Эдуарда Агаяна
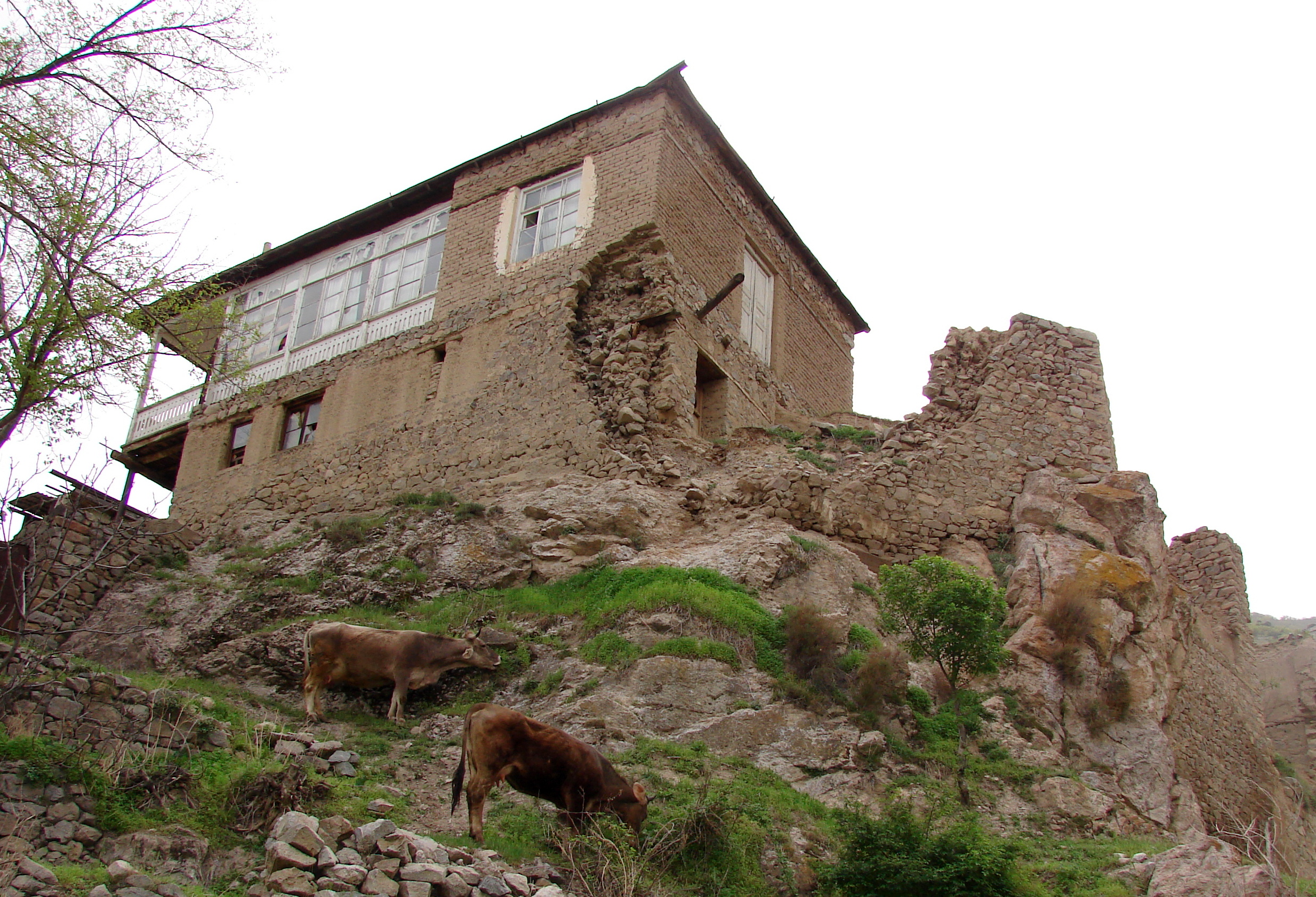
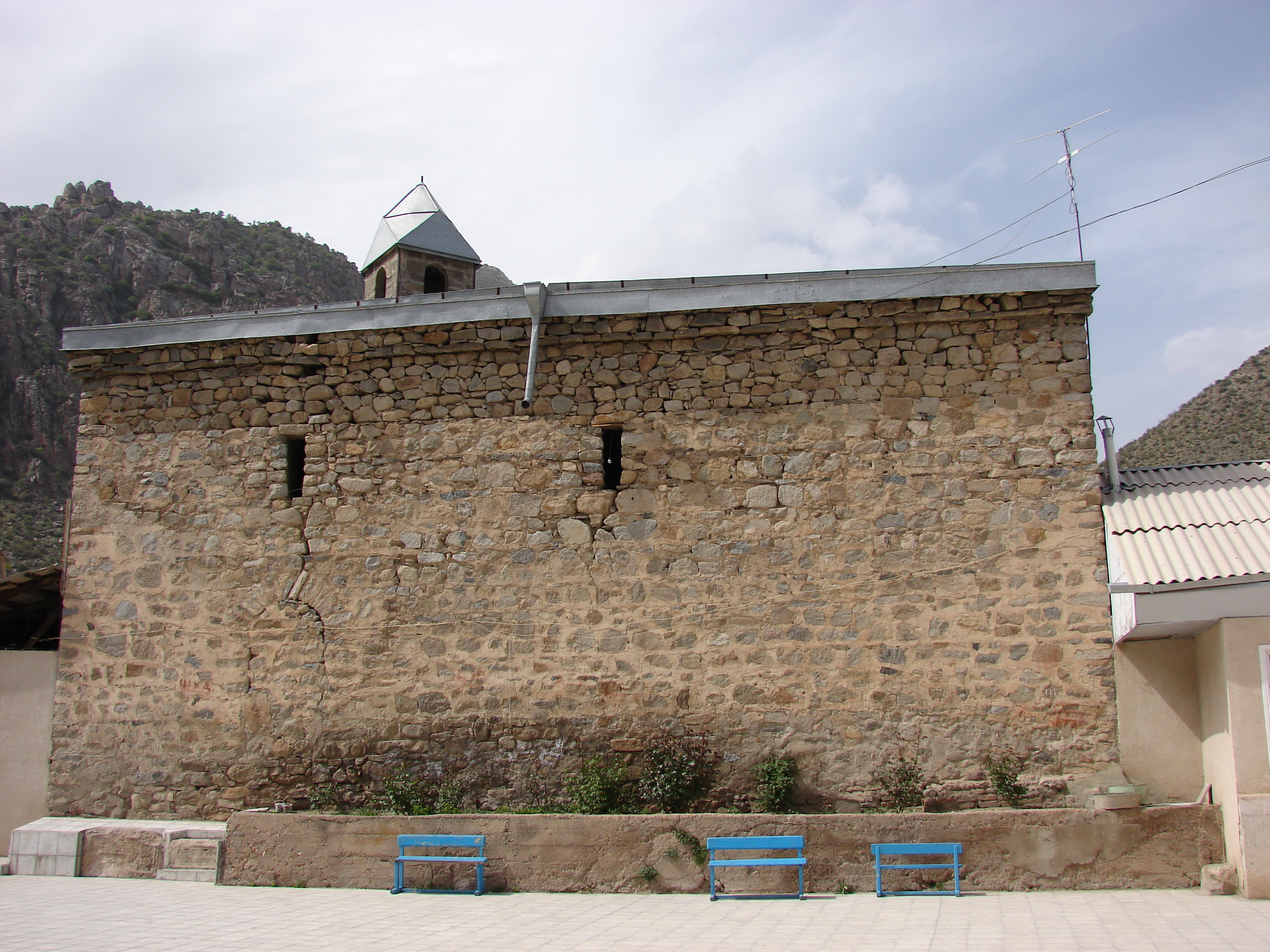
церковь Сурб Аствацацин
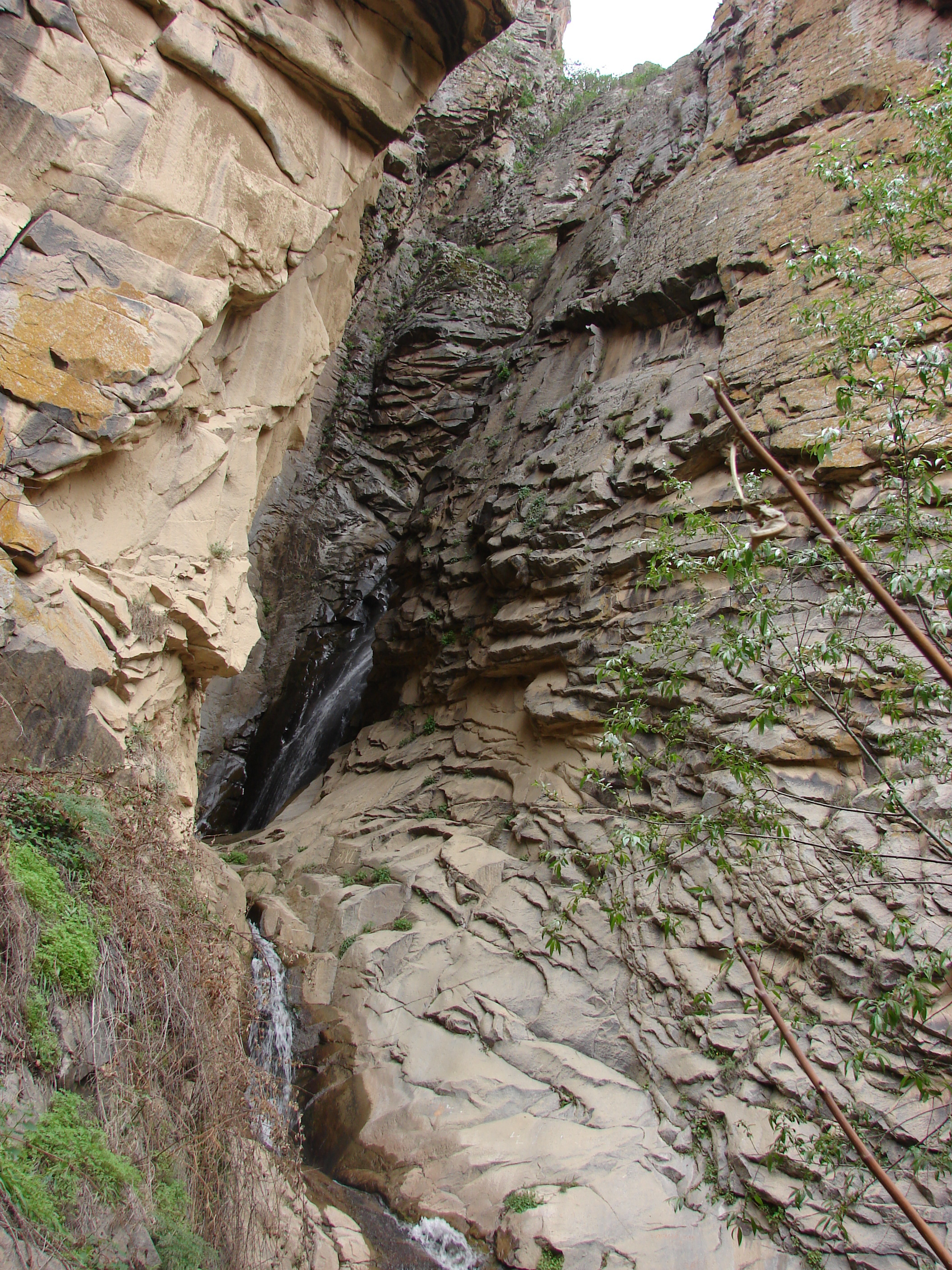
водопад в селе